# Palos Hills (Illinois)
Palos Hills es una ciudad ubicada en el condado de Cook, Illinois, Estados Unidos. Según el censo de 2020, tiene una población de 18 530 habitantes.
Es un suburbio del sudoeste de Chicago.

## Geografía
La localidad está ubicada en las coordenadas 41°42′2″N 87°49′31″O / 41.70056, -87.82528 (41.700681, -87.825297). Según la Oficina del Censo de los Estados Unidos, Palos Hills tiene una superficie total de 11.11 km², de la cual 11 km² corresponden a tierra firme y (0.98%) 0.11 km² es agua.

## Demografía
Según el censo de 2020, hay 18 530 personas residiendo en Palos Hills. La densidad de población es de 1684.55 hab./km². El 81.70% son blancos, el 5.77% son afroamericanos, el 0.18% son amerindios, el 2.17% son asiáticos, el 0.01% es isleño del Pacífico, el 1.78% son de otras razas y el 6.77% son de dos o más razas. Del total de la población, el 10.19% son hispanos o latinos de cualquier raza.